# ياكوبوسكي
ياكوبوسكي Aleksandar Jurevich Iakuboskii (1886 - 1953 م) هو مستشرق روسي.
أشهر مصنفاته هو «كبچك خانات وسقوطها» ، وقد صنّفه بالاشتراك مع جريكوڤ B. D. Grekov.